# Cabo da Roca

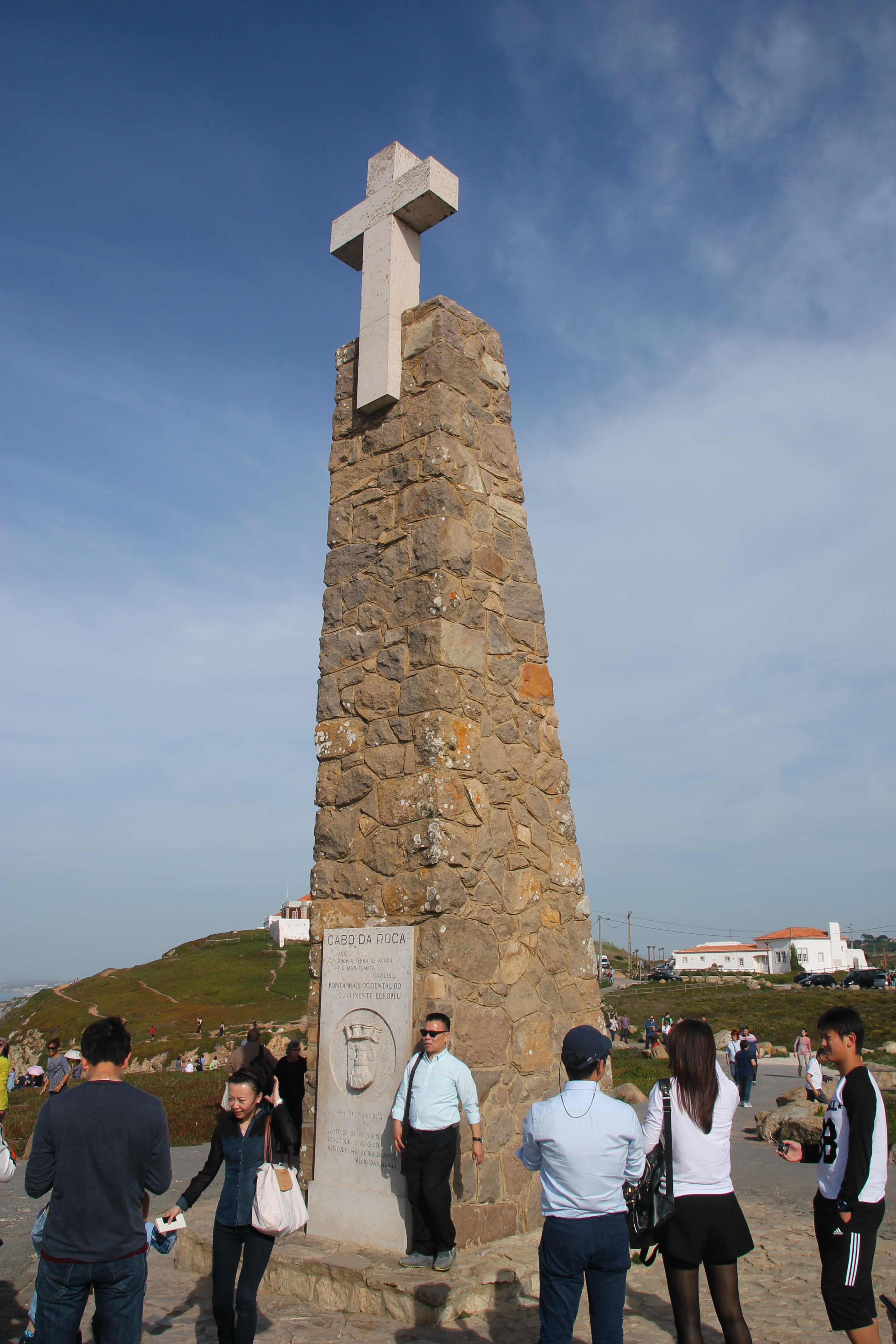
Památník na Cabo da Roca

Mys Roca (portugalsky Cabo da Roca) je mys, nejzápadnější pevninský výběžek Portugalska a kontinentální Evropy. Tato skutečnost byla známa již starověkým Římanům, kteří místo nazývali ‚Promontorium Magnum‘.
Mys Roca leží v lisabonském distriktu, 40 kilometrů západně od Lisabonu a 18 kilometrů západně od města Sintry v přírodním parku Serra de Sintra. Souřadnice mysu Roca, 38°46′51″ s. š., 9°30′2″ z. d., jsou vytesány na památníku na útesu vypínajícím se přibližně 140 metrů nad hladinou Atlantského oceánu. Na mysu Roca je maják. Místo je oblíbenou turistickou atrakcí.
Básník Luís de Camões o Cabo da Roca říká, že je to místo „kde země končí a moře začíná“ (portugalsky: „Onde a terra acaba e o mar começa“).
Na západním pobřeží Evropy leží ještě další výběžky pevniny, které jsou označovány konci země, jsou to Finisterre (Fisterra) ve Španělsku, Land's End ve Velké Británii a stejně motivován je i název francouzského departementu Finistère.

## Obrazová galerie místa

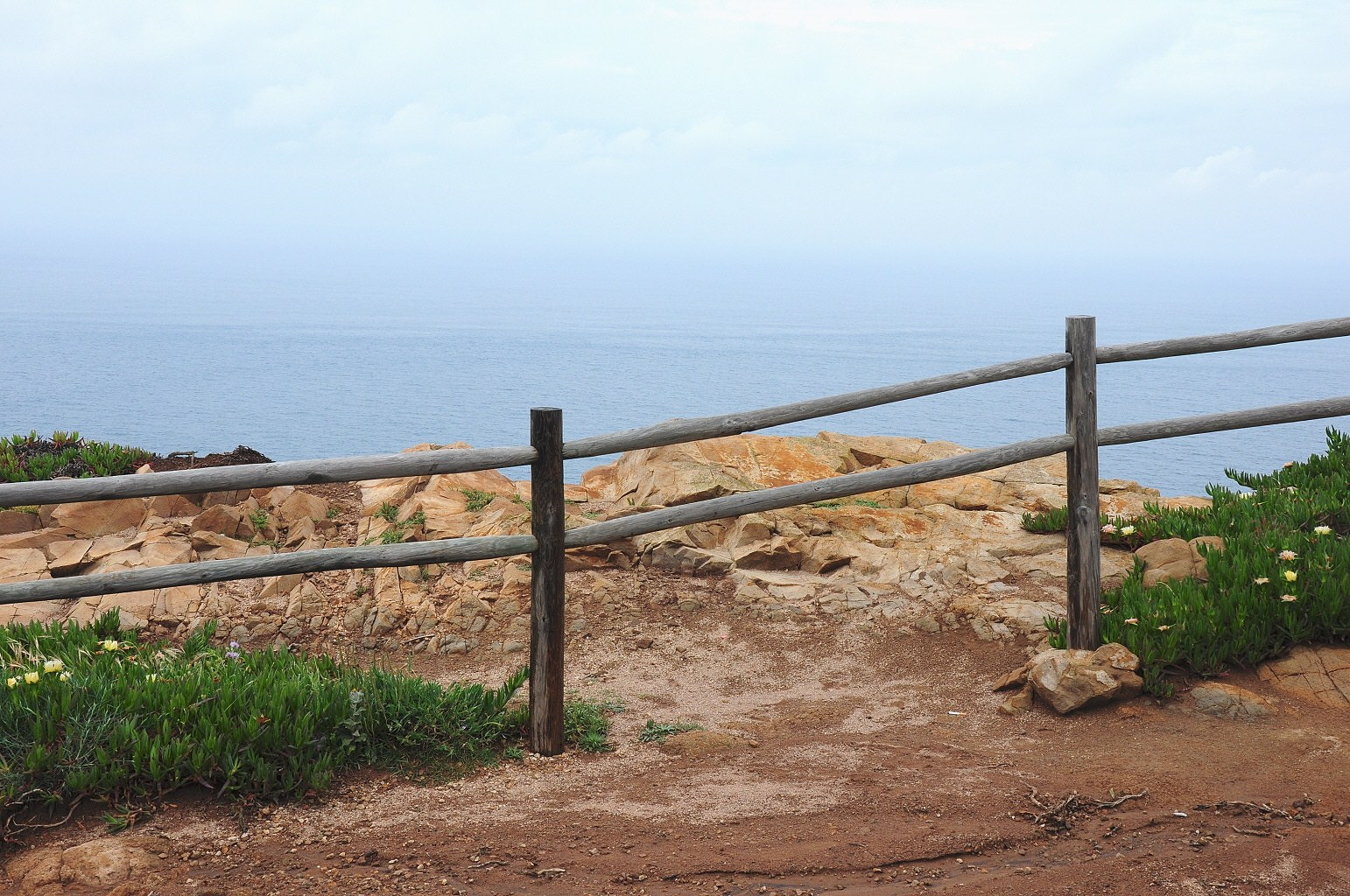
Západní konec Evropy
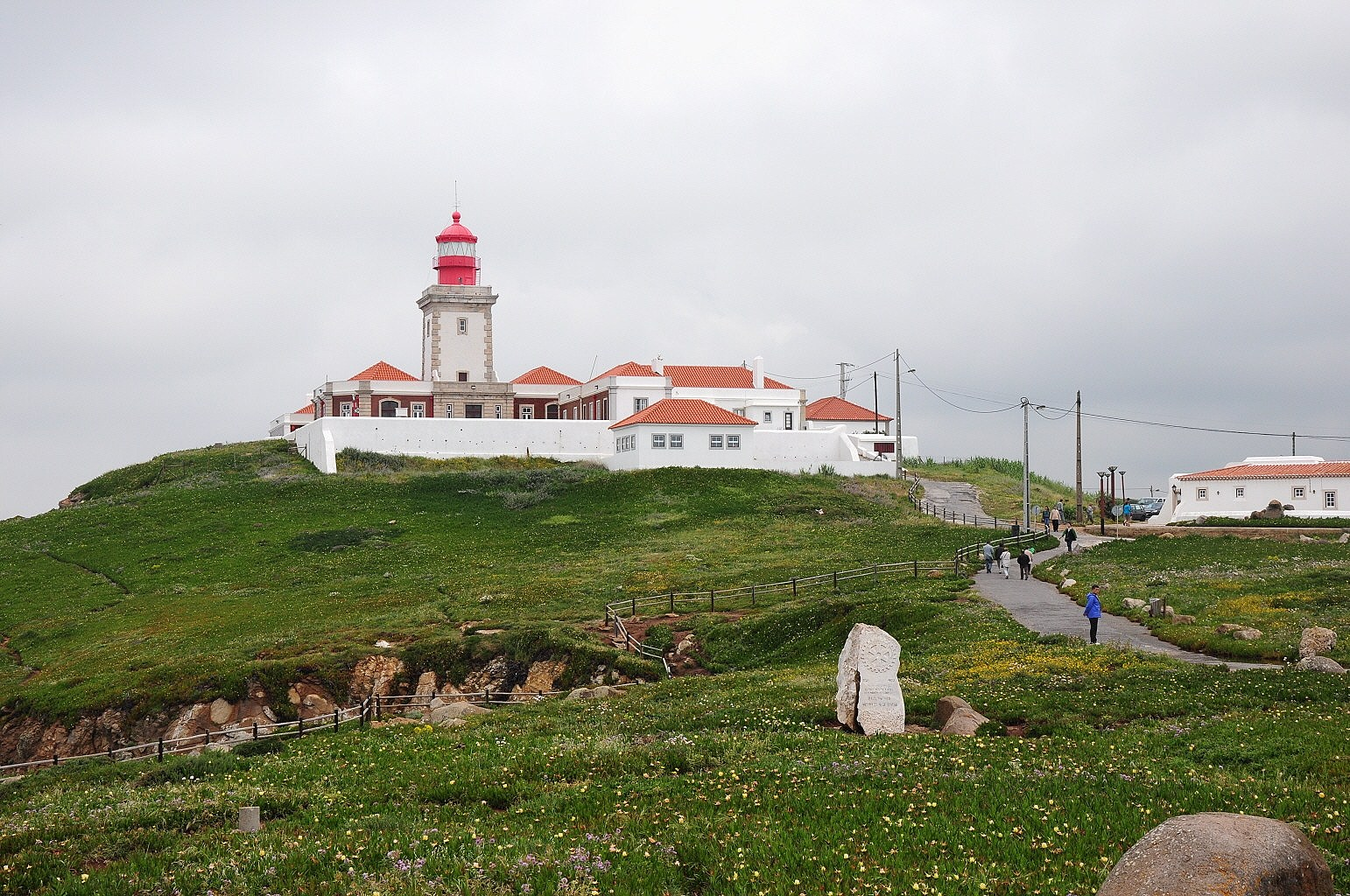
Maják
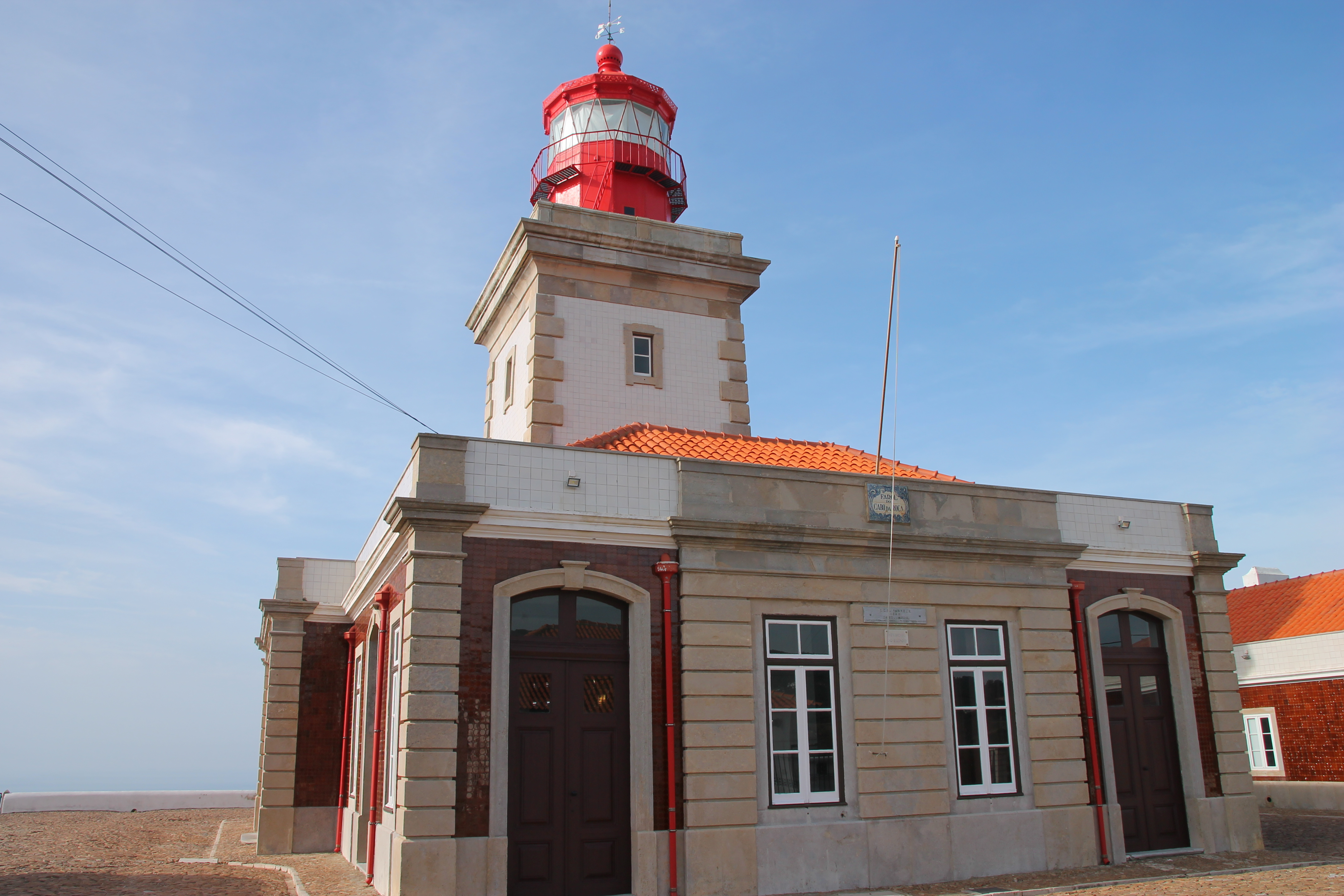
Bližší pohled na maják
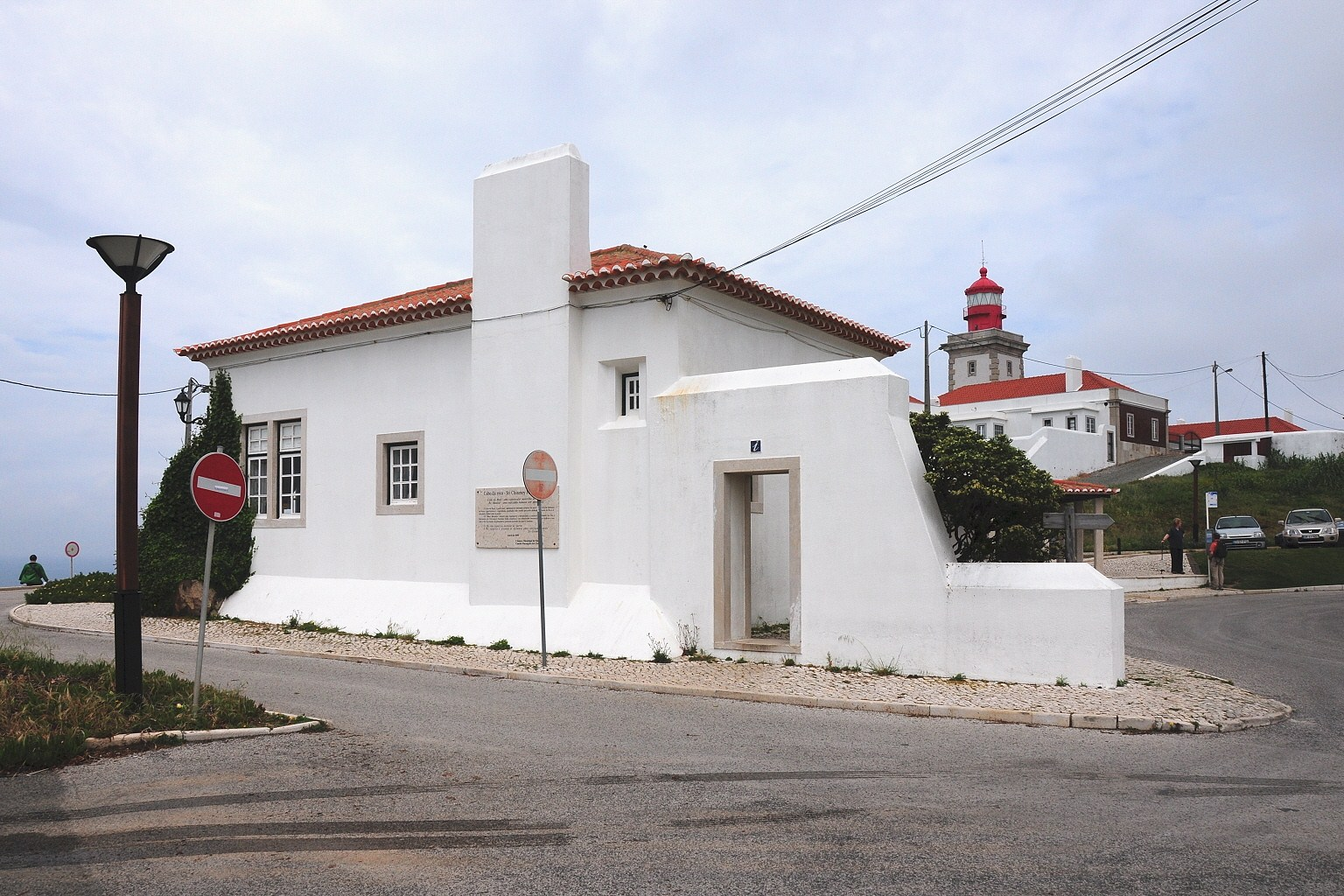
Informační centrum, v pozadí maják
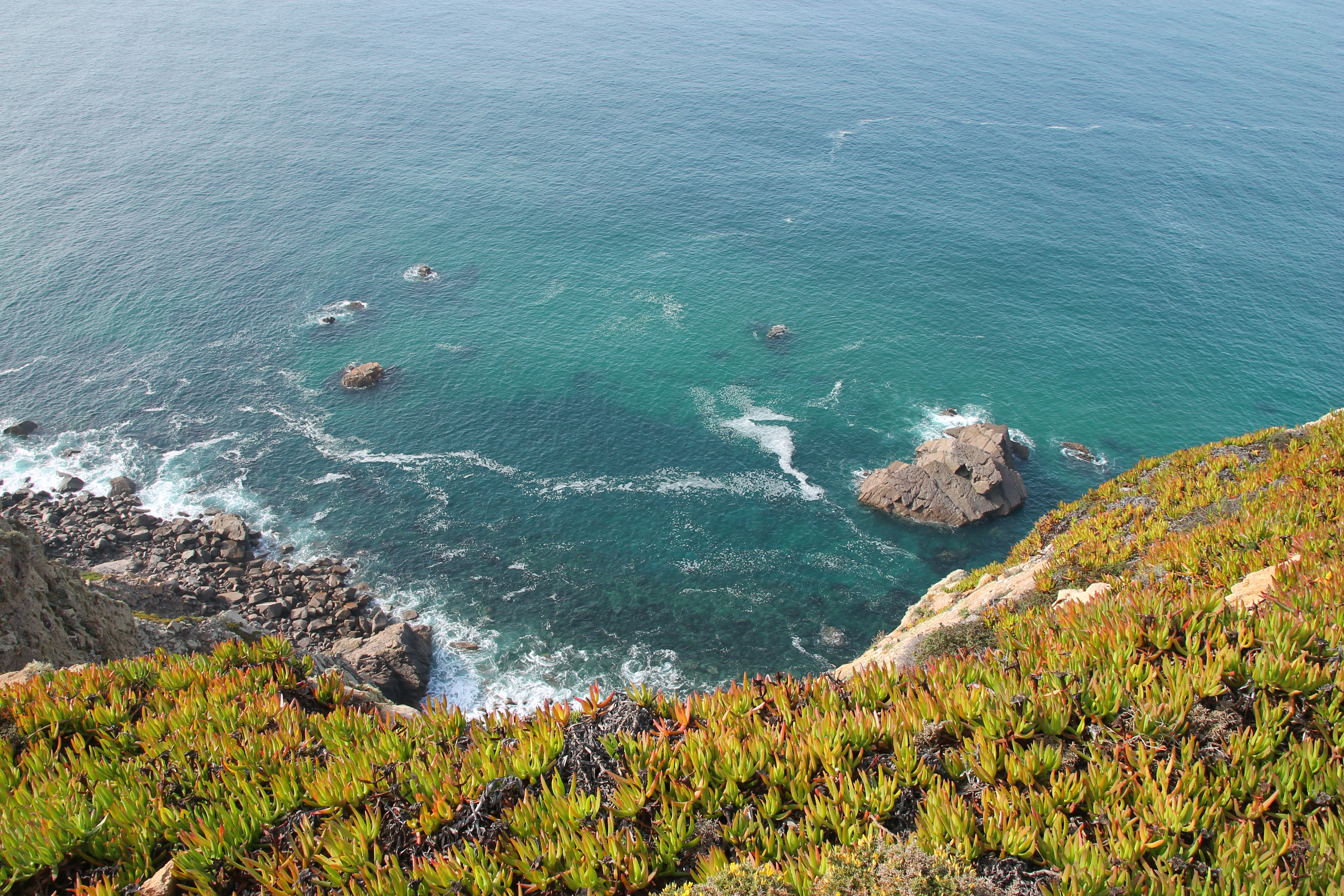
Kameny pod útesem
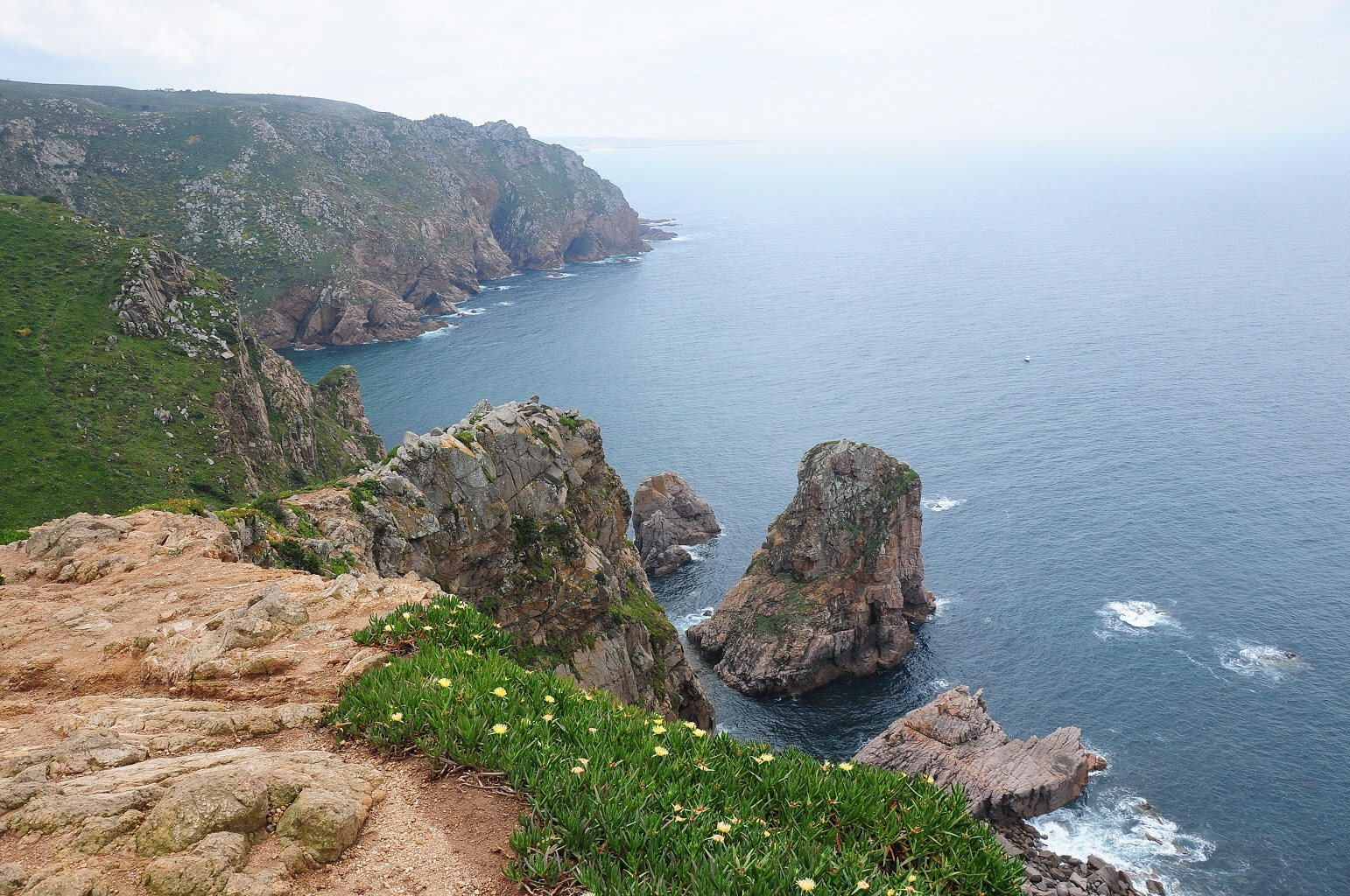
Jižní pohled
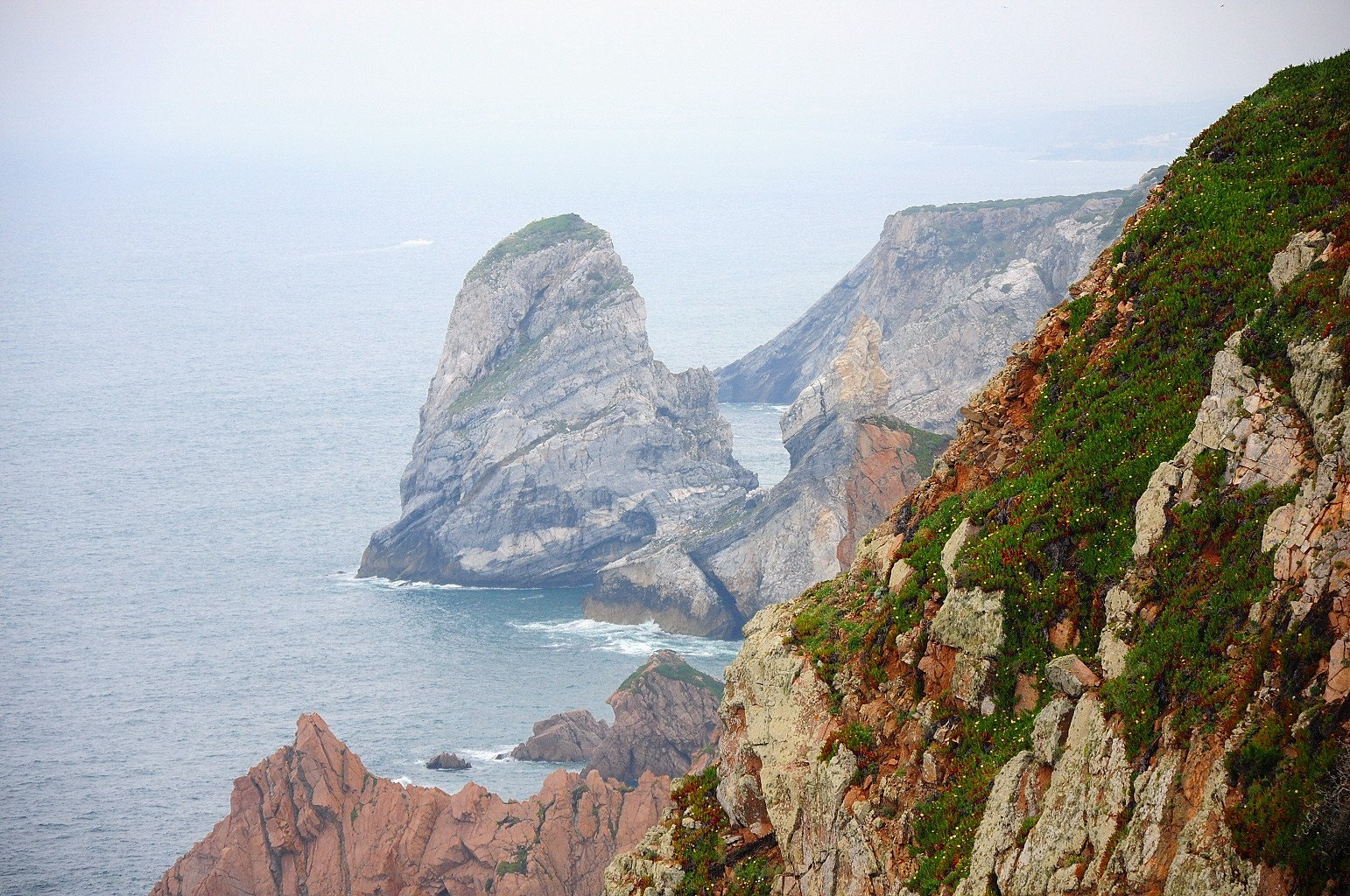
Severní pohled
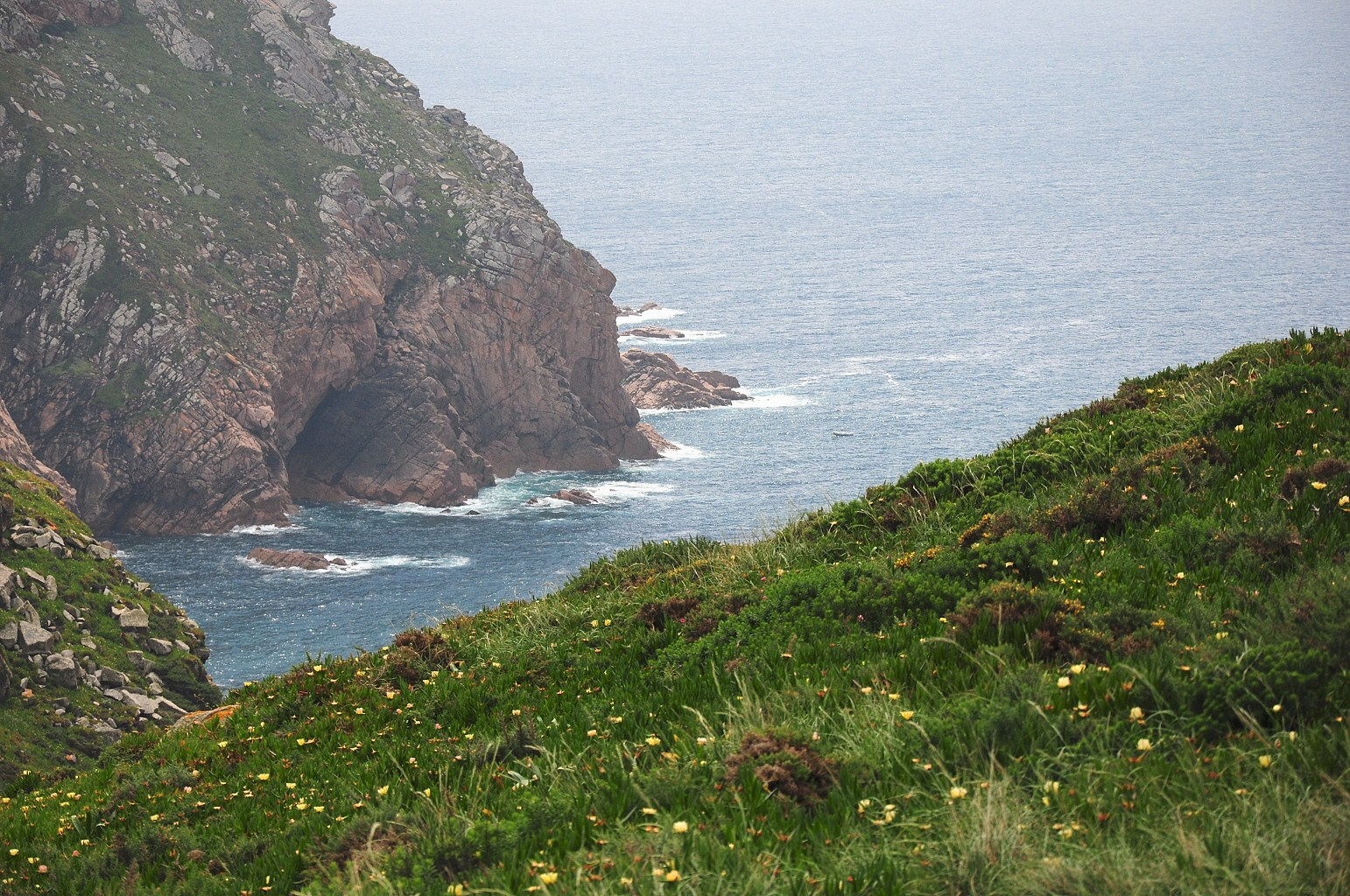
Útesy
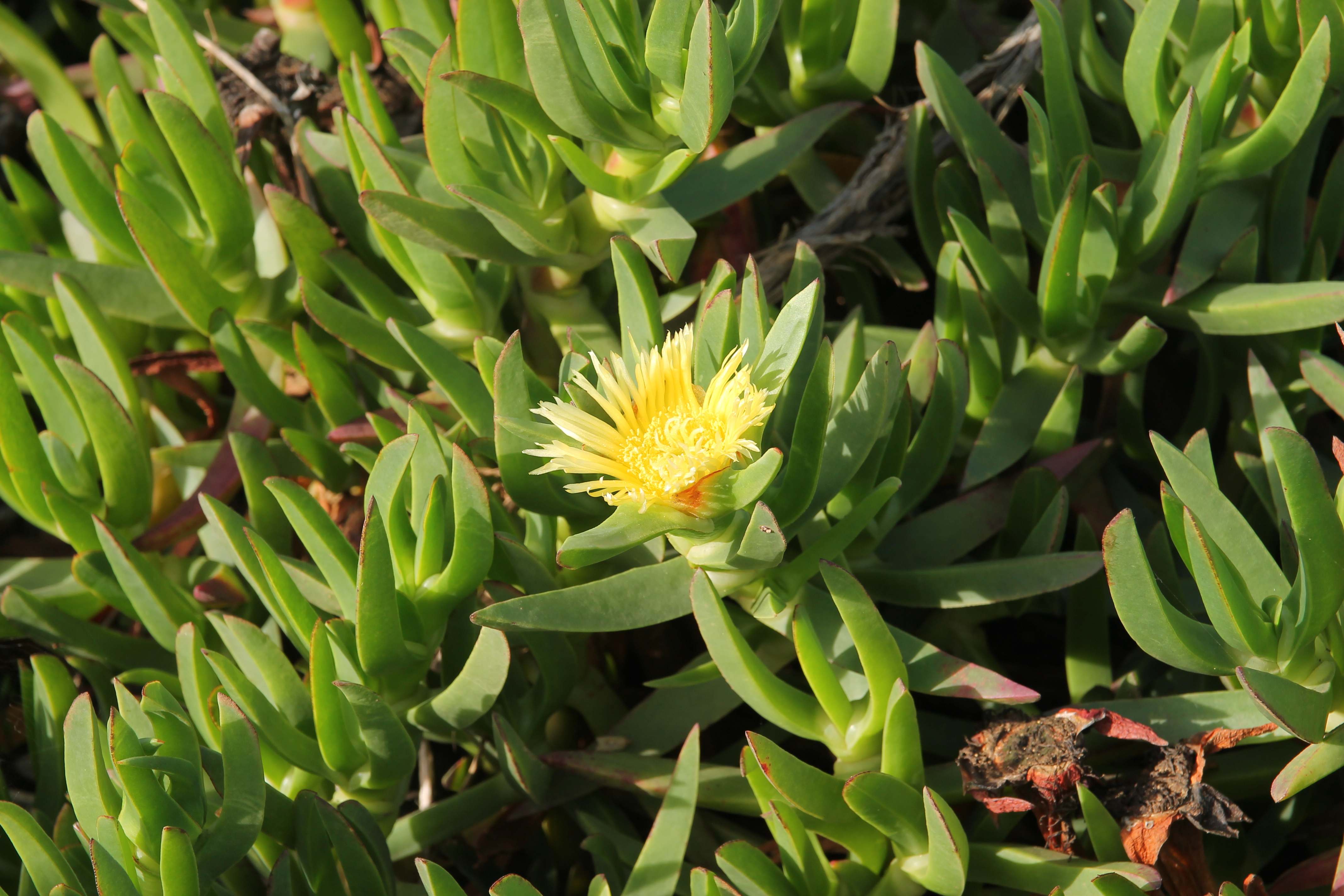
Květena na útesu (kosmatcovník jedlý)